# Давыдкин, Сергей Фёдорович
Сергей Фёдорович Давыдкин (род. 11 января 1951, Жуковский, Московская область) — советский хоккеист, нападающий. Мастер спорта СССР. Заслуженный тренер России.

## Биография
Воспитанник московского «Спартака», с 10 лет трижды в неделю ездил из Жуковского. Серебряный призёр юношеского (1968) и молодёжного (1969) чемпионатов СССР. В 1969 году по приглашению Евгения Флейшера перешёл в команду класса «Б» «Ижсталь» Ижевск, ключевым моментом стала возможность прохождения в команде армейской службы. В 1974 году вместе с Михаилом Кашиным перешёл в саратовский «Кристалл», но команда вылетела из высшей лиги, и хоккеисты вернулись в «Ижсталь», которая в свою очередь, вышла в первую лигу из второй.
Летом 1978 года получил серьёзную травму ноги, играя в футбол. Хотел завершить карьеру, собирался стать помощником у Голева в «Ижстали», но того после неудачного старта сезона сменил Игорь Дмитриев, который вернул Давыдкина на лёд. Команда по итогам сезона вышла в высшую лигу. «Ижсталь» возглавил Роберт Черенков. Он ранее возглавлял «Кристалл» и безуспешно пытался вернуть в эту команду Давыдкина. По мнению Давыдкина, из-за этого Черенков объявил его, а также Владимира Сырцова виновными в неудачном старте «Ижстали» в высшей лиге. Давыдкина приглашали в «Салават Юлаев», но по его словам, мы с Володей после увольнения немножко загуляли, и сезон 1979/80 он доиграл в команде второй лиги «Буран» Воронеж. В 1980 году по приглашению Голева перешёл в череповецкий «Металлург», где провёл шесть сезонов; в последнем сезоне был играющим тренером.
В 1987 году вернулся в Ижевск. Сезон провёл тренером в «Ижстали», затем стал работать в СДЮСШОР. Среди воспитанников — Дмитрий Быков, Фёдор Тютин.
Тренер «Нефтехимика» (1995/96), «Липецка» (1996/97). Тренер (1997/98 — 1999/2000), главный тренер (2000/01 — 2003/04) «Авангарда» / ХК «Тамбов». Тренер в московских школах «Радуга» (2005—2008), «Ястребы» (2009—2011).
Свитер Давыдкина поднят под своды ЛД «Ижсталь».